# Charlie Haden
Charles Edward Haden (Shenandoah, Iowa, 6 de agosto de 1937 — Los Angeles, 11 de julho de 2014) foi um contrabaixista estadunidense.
Haden é mais conhecido pela sua associação de longa data com o saxofonista Ornette Coleman, mas também pelas suas caraterísticas linhas de baixo melódicas e é hoje um dos mais respeitados contrabaixistas e compositores de jazz da atualidade.

## Biografia
Haden nasceu numa família de músicos que actuava frequentemente na rádio, tocando música country e canções folk americanas. Haden estreou-se profissionalmente como cantor quando tinha apenas dois anos de idade e continuou a cantar com a sua família até aos quinze anos, quando contraiu uma forma ligeira de poliomielite que lhe danificou permanentemente as cordas vocais. Alguns anos antes, Haden começara a interessar-se por jazz e a tocar no contrabaixo do seu irmão.
Algum tempo depois, mudou-se para Los Angeles em 1957 e começou a tocar profissionalmente, nomeadamente com o pianista Hampton Hawes e com o saxofonista Art Pepper.
Charlie Haden tornou-se famoso tocando com Ornette Coleman no final dos anos 50, culminando no disco The Shape of Jazz to Come (1959). Este álbum foi muito controverso, na época, e o próprio Haden confessou que, a princípio, o estilo de Coleman o deixava completamente confundido e que se limitava a repetir as linhas melódicas de Coleman no contrabaixo. Foi só mais tarde que ganhou a confiança para criar as suas próprias linhas.
Além da sua associação com Coleman, Haden fazia parte do trio e depois do American quartet de Keith Jarrett, com Paul Motian e Dewey Redman, de 1967 a 1976. Também tocou no colectivo Old and New Dreams.
Nos anos 70, fundou, com Carla Bley, a Liberation Music Orchestra (LMO). A sua música era fortemente experimental, associando o free jazz e a música de intervenção política. O seu primeiro álbum debruçava-se sobre a Guerra Civil Espanhola. A LMO tinha uma formação flutuante, abrangendo os principais instrumentistas de jazz. Através dos arranjos de Carla Bley, usavam uma vasta paleta de instrumentos de metal, como tuba, trompa e trombone, além da secção mais tradicional de trompete e instrumentos de palheta. O álbum da Liberation Music Orchestra de 1982, The Ballad of the Fallen refería-se, de novo à Guerra Civil Espanhola bem como à instabilidade política e envolvimento dos EUA na América Latina. Em 1990 a orquestra regressou com o disco Dream Keeper, um registo mais heterogéneo, utilizando o gospel e música sul-africana para referir-se à América Latina e ao Apartheid. 
Em 1971 durante uma digressão em Portugal, Haden dedicou a sua "Song for Che" aos revolucionários anti-colonialistas das colónias portuguesas de Angola, Moçambique e Guiné-Bissau. No dia seguinte, foi preso no aeroporto de Lisboa e interrogado pela DGS, a polícia política portuguesa. Foi prontamente libertado graças à intervenção da embaixada americana em Lisboa, mas foi depois interrogado acerca da dedicatória pelo FBI, já nos EUA.
Esta exploração temática de géneros de música habitualmente não associados ao jazz tornou-se uma característica marcante de Haden com o seu Quartet West. Fundado em 1987, o quarteto era composto por Haden, Ernie Watts no saxofone, Alan Broadbent ao piano e Larance Marable na bateria. O grupo apresentava arranjos de Broadbent, românticos e elaborados e recebeu muitos prémios.
Haden também tinha trabalhava em duetos com vários pianistas, como Hank Jones, Kenny Barron e Denny Zeitlin. Explorou a música folk americana em American Hymns, a música dos film noir em Always Say Goodbye e a música popular cubana em Nocturne.
Em 1989 foi artista convidado do Festival de Jazz de Montreal e tocou todas as noites do festival com diferentes conjuntos e bandas. A maior parte destes concertos foram editados na série The Montreal Tapes.
Em 1990 grava, com o mestre da guitarra portuguesa, Carlos Paredes, o álbum Dialogues. 
No final de 1997, colabora num dueto com o guitarrista Pat Metheny, explorando a música da sua infância, no álbum Beyond the Missouri Sky (Short Stories) e realizando uma digressão mundial com Metheny.
Em 2005, Haden voltou a reunir a Liberation Music Orchestra, grandemente renovada, para lançar Not In Our Name, abordando a situação política dos EUA e a guerra do Iraque.
Em 2007, no seu 70º aniversário, lança o documentário: "Charlie Haden".
Faleceu em Los Angeles em 11 de julho de 2014 após luta contra os efeitos degenerativos da síndrome pós-pólio, relacionado com a poliomielite que contraiu na juventude.

## Discografia seleccionada
- The Shape of Jazz to Come (Ornette Coleman, 1959)
- Free Jazz: A Collective Improvisation (Ornette Coleman) (1961)
- Life Between The Exit Signs (Keith Jarrett, Paul Motian, 1967)
- Liberation Music Orchestra (1969)
- My Goals Beyond (John McLaughlin, 1970)
- Yoko Ono/Plastic Ono Band (Yoko Ono, (1970)
- Escalator Over The Hill (Carla Bley, 1971)
- Expectations (Keith Jarrett, 1971)
- Science Fiction (Ornette Coleman, 1971)
- Fort Yawuh (Keith Jarrett, 1973)
- Treasure Island (álbum)|Treasure Island]] (Keith Jarrett, 1974)
- Death and the Flower (Keith Jarrett, 1974)
- Brown Rice (Don Cherry, 1975)
- Old and New Dreams (Old and New Dreams, 1976)
- The Survivors' Suite (Keith Jarrett, 1977)
- Musique Mecanique (Carla Bley, 1978)
- Folk Songs (com Jan Garbarek and Egberto Gismonti, 1979)
- Chair in the Sky (Mingus Dynastycom Joni Mitchell, 1980)
- Time Remembers One Time Once (1981)
- The Ballad of the Fallen (Liberation Music Orchestra, 1982)
- In Angel City (1988)
- Private Collection (1988)
- The Montreal Tapes, vol.1 (Charlie Haden, Paul Bley, Paul Motian, (1989)
- Dream Keeper (Liberation Music Orchestra, 1990)
- In The Year Of The Dragon]] (Geri Allen, Charlie Haden, Paul Motian, (1998)
- Always Say Goodbye (1993)
- Night and the City (Kenny Barron, (1996)
- None but the Lonely Heart (1997)
- Beyond the Missouri Sky (Pat Metheny) (1997)
- Nocturne (2001)
- Not in Our Name (Liberation Music Orchestra, 2005)
- Heartplay (Charlie Haden, Antonio Forcione, (2006)